# Andrea Gritti (rugbista)
Andrea Gritti (Treviso, 28 maggio 1974) è un ex rugbista a 15 italiano, in carriera attivo nel ruolo di seconda linea, 7 volte campione d'Italia con il Benetton Treviso e 15 volte internazionale per l'Italia.

## Biografia
Cresciuto nel settore giovanile del Benetton Treviso, Gritti trascorse un biennio con la maglia del Bologna per compiere in tale città gli studi in Legge; tornò a Treviso nel 1996 e alla sua prima stagione in tale club vinse il titolo di campione d'Italia, battendo in finale il Milan.
All'epoca del suo primo scudetto aveva già esordito in Nazionale, sotto la direzione dell'allora C.T. Georges Coste, in un test match di Coppa FIRA a Lisbona contro il Portogallo, nel 1996; quello di debutto fu il suo unico incontro internazionale per quasi 4 anni: il suo secondo incontro fu, infatti, quello che coincise con l'esordio assoluto dell'Italia nel Sei Nazioni (2000), che si risolse in una vittoria per 34-20 sulla Scozia.
Nei successivi 15 mesi prese parte a due edizioni del Sei Nazioni, tutti i test di metà anno, tour nel Pacifico, e autunnali.
Disputò il suo ultimo incontro internazionale l'8 aprile 2001 a Roma contro il Galles.
Dopo una brevissima parentesi al Narbonne, club con cui debuttò nelle competizioni europee nel 1998, Gritti tornò a Treviso e fino al 2006 vinse in totale 7 titoli nazionali, che lo rendono tra i più titolati giocatori del dopoguerra, a un solo titolo di distanza dal primatista assoluto Massimiliano Perziano, vincitore di 8 scudetti.
Soprannominato “il Doge” per via dell'omonimia con l'Andrea Gritti che ricoprì tale carica nella Repubblica di Venezia del XVI secolo, fu proprio nella città lagunare, al Veneziamestre, che si trasferì nel 2006; la squadra, in serie A, guadagnò a fine stagione la promozione nel Super 10 2007-08, e Gritti si ritirò dall'attività agonistica.
Tornato in massima serie, il Veneziamestre richiamò Gritti nel luglio 2008 per offrirgli il ruolo dirigenziale di responsabile dell'area tecnica del club, insieme a quello di team manager.
Dal 2010 collabora con la Rai come commentatore sportivo di rugby.
Si sposa l'8 settembre 2001 con Alessandra Giora, con lei ha 2 figli, Piero Gritti, rugbista della nazionale u20 italiana e Martina Gritti.

## Palmarès
- Campionati italiani: 7
Benetton: 1996-97, 1997-98, 1998-99, 2000-01, 2002-03, 2003-04, 2005-06
- Coppe Italia: 2
Benetton Treviso: 1997-98, 2004-05
- Supercoppe d'Italia: 1
Benetton Treviso: 2006